# Hainberg - Weinberg
Hainberg - Weinberg este o arie protejată (arie specială de conservare — SAC, sit de importanță comunitară — SCI) din Germania întinsă pe o suprafață de 300 ha, integral pe uscat.

## Localizare
Centrul sitului Hainberg - Weinberg este situat la coordonatele 50°52′53″N 12°03′19″E / 50.8814°N 12.0553°E.

## Înființare
Situl Hainberg - Weinberg a fost declarat sit de importanță comunitară în septembrie 2000 pentru a proteja 11 specii de animale. Situl a fost protejat și ca arie specială de conservare în iulie 2008.

## Biodiversitate
Situată în ecoregiunea continentală, aria protejată conține 5 habitate naturale: Cursuri de apă de la nivel de câmpie la nivel montan, cu vegetație Ranunculion fluitantis și Callitricho-Batrachion, Păduri de fag Luzulo-Fagetum, Păduri de fag Asperulo-Fagetum, Păduri de stejar și carpen Galio-Carpinetum, Păduri pe pante, grohotișuri și ravene de Tilio-Acerion.
La baza desemnării sitului se află mai multe specii protejate:
- păsări (8): uliu păsărar (Accipiter nisus nisus), ciocănitoarea de stejar (Dendrocopos medius), muscar-gulerat (Ficedula albicollis), muscar negru (Ficedula hypoleuca), muscar (Ficedula parva), grelușelul-de-tufiș (Locustella fluviatilis), gaia roșie (Milvus milvus), ciocănitoare verzuie (Picus canus)
- mamifere (3): liliac cârn (Barbastella barbastellus), liliac cu urechi mari (Myotis bechsteinii), liliac comun (Myotis myotis)

Pe lângă speciile protejate, pe teritoriul sitului au mai fost identificate 3 specii de plante, 2 specii de păsări, 9 specii de mamifere, 14 specii de nevertebrate.